# Hunold von Aquitanien
Hunold (auch Hunaldo, Hunoald und Chunoaldo) war Herzog von Aquitanien: Seine Herrschaft war durch Kämpfe gegen die Franken um die Unabhängigkeit Aquitaniens geprägt.

## Aufstand gegen die Karolinger
Hunold folgte 735 seinem Vater Eudo als Herzog. Der Tod Karl Martells im Jahr 741 brachte ihn dann dazu, sich im folgenden Winter einer Reihe von Adligen, darunter die Herzöge Theudebald und Odilo gegen dessen Söhne und Erben Karlmann und Pippin anzuschließen.
Karlmann und Pippin reagierten rasch gegen die drohende Einkreisung. Sie gingen gegen Hunold vor, eroberten 742 Bourges und zerstörten Loches, einigten sich aber auch auf dem Rückweg in Vieux-Poitiers darauf, wie das Erbe des Vaters unter Ausschaltung ihres Bruders Grifo aufgeteilt werden sollte. Als Karlmann und Pippin sich 743 nach Osten wandten, um ihre Gegner jenseits des Rheins zu unterwerfen, wurde Hunold erneut aktiv, stieß über die Loire hinaus nach Norden vor, überfiel Chartres und brannte Stadt und Kathedrale nieder. Die Reaktion der Brüder, die nun ihrerseits die Loire nach Süden überschritten, ließ Hunold 745 kapitulieren. Pippin diktierte die Friedensbedingungen, nahm zur Sicherung Geiseln und eine beträchtliche Entschädigung entgegen und zog sich anschließend wieder aus Aquitanien zurück. Hunold gab das Herzogsamt auf und zog sich in ein Kloster auf der Île de Ré zurück. Neuer Herzog wurde sein Sohn Waifar.

## Hunold (II.)
Nachdem Waifar 23 Jahre später, immer noch im Krieg gegen die Franken, ermordet worden war (2. Juni 768) und Pippin kurz darauf starb (24. September 768), musste Karl der Große im Jahr danach erneut in Aquitanien einschreiten, da hier wiederum ein Hunold, „in dem man einen Verwandten (Sohn?) des … Herzogs Waifar vermuten darf“, wenn nicht gar den wieder aktiv gewordenen ehemalige Herzog selbst. Karl gelang es, den Rebellen in die Flucht zu schlagen, Hunold suchte Schutz südlich der Garonne beim Gascogner-Herzog Lupus, doch lieferte dieser ihn aus, als Karl mit einer Invasion der Gascogne drohte. Von nun an ließen die Franken Aquitanien durch eigene Gefolgsleute verwalten.
Sigebert von Gembloux berichtet zum Jahr 771, dass Hunold nach Rom und von dort zu den Langobarden geflohen sei, wo er kurze Zeit später durch einen Steinschlag tödlich verunglückte. In der Histoire générale de Languedoc aus dem Jahr 1730, die sich auf Sigebert beruft, stirbt Hunold 774 bei der Belagerung Pavias durch Karl den Großen, als er von der Bevölkerung der Stadt, die sich den Franken unterwerfen will, gesteinigt wird.